# Gemeindezentrum Humboldtstraße
Das Gemeindezentrum Humboldtstraße ist ein evangelisches Gemeindezentrum im Leverkusener Stadtteil Opladen. Heute wird es als Gemeindezentrum der Evangelisch-Freikirchlichen Gemeinde  Opladen genutzt.

## Geschichte
Aufgrund der rasanten Bevölkerungsentwicklung Anfang des 20. Jahrhunderts in Opladen wurde in der evangelischen Gemeinde Opladen eine zweite Pfarrstelle in der „Opladener Südstadt“ (Bezirk Humboldtstraße) eingerichtet. Das Jugendheim und der Kindergarten wurden im Jahr 1929 eröffnet, auch der Pfarrer erhielt dort seinen Wohnsitz. Erst im Jahr 1954 erfolgte die Grundsteinlegung für das Gemeindezentrum Humboldtstraße. Die Einweihung war 1955.
Als sich das Wachstum der Gemeinde umkehrte, wurde 1978 der Kindergartenbetrieb in der Humboldtstraße beendet. Aufgrund immer geringer werdender Einnahmen wurde das Gemeindehaus Humboldtstraße am 28. Juni 2009 geschlossen.
Seit dem 1. August 2011 ist die Evangelisch-Freikirchliche Gemeinde Opladen neuer Eigentümer des Gebäudes, die der Brüderbewegung nahesteht. So werden auch in Zukunft Gottesdienste in der Humboldtstraße gefeiert.
Das „Objekt Evangelische Kirche mit Nebengebäuden und Innenausstattung“ wurde außerdem 2011 unter Denkmalschutz gestellt.